# Danaé (le Tintoret)
Pour les articles homonymes, voir Danaé (homonymie).
Danaé est un tableau du peintre vénitien Jacopo Robusti, dit le Tintoret, peint vers 1570 et conservé au musée des Beaux-Arts de Lyon, qui l'a acquis en 1811.

## Description et analyse
La légende veut que pour déjouer un oracle qui lui a prédit qu'il serait tué par son petit-fils, Acrisios, le roi d'Argos, aurait retenu sa fille Danaé enfermée dans une chambre au sommet d'une tour d'airain et aux fenêtres closes par d'épais barreaux. Mais Zeus, le roi des dieux, parvint à s'infiltrer dans la chambre sous la forme d'une pluie d'or et séduisit la belle Danaé. De leur union naquit le héros Persée, célèbre vainqueur de la Méduse, qui réalisa effectivement la prophétie en tuant accidentellement son grand-père Acrisios.
L'épisode de la pluie d'or, que Tintoret a choisi, est fréquemment peint à la Renaissance : cette scène est pour les artistes une occasion de représenter un nu féminin, au même titre que d'autres épisodes mythologiques mettant en scène des Vénus dénudées. Et notamment à Venise, la ville du Tintoret et la capitale européenne des plaisirs au XVIe siècle, les peintres apprécient particulièrement les nudités sensuelles et somptueuses comme celle-ci. Néanmoins, le thème est relativement peu fréquent chez Tintoret en comparaison, par exemple, du Titien dont les Vénus, comme la Vénus d'Urbin ou sa propre Danaé (dont il a réalisé quatre versions), sont célèbres. La scène dépeinte par Tintoret est d'ailleurs dénuée de la poésie qui se retrouve dans les versions peintes par Titien ; Tintoret représente la fille d'Acrisios telle une prostituée avide, qui fait ramasser à sa servante toutes les pièces d'or tombées du ciel. Le personnage de la servante récoltant les pièces, même s'il s'est vraisemblablement inspiré de Titien (qui le représente dans trois de ses Danaé), occupe une place plus importante dans la composition du Tintoret : la servante se retrouve au premier plan et, contrairement aux tableaux de Titien où elle est représentée sous les traits d'une vieille femme laide, c'est ici une jeune suivante ravissante. Cette lecture de l'œuvre va dans le sens de l'hypothèse avancée par certains critiques, qui voient dans cette peinture une célébration de la rencontre, en 1574, du roi de France Henri III avec une célèbre courtisane vénitienne de l'époque, Veronica Franco. Le peintre aurait donc représenté la mère de Persée sous les traits de la belle vénitienne. Néanmoins, les pièces disposées autour du sexe de la jeune femme signifient bien qu'elle vient d'être fécondée par le roi de l'Olympe et qu'il s'agit donc avant tout de l'épisode décrit par Ovide dans ses Métamorphoses.

La composition de l'œuvre, dominée par les lignes diagonales que forment les corps des deux femmes et les plis des tentures, est, quant à elle, caractéristique de l'art du Tintoret, tout comme le chatoiement des couleurs, la touche rapide et le plasticisme des personnages, à la forme allongée.

## Histoire de l'œuvre
La Danaé a été peinte par Tintoret vers 1570. Son commanditaire n'a toujours pas été identifié alors que l'on connaît bien l'histoire du tableau, depuis son départ de Venise dans les années qui ont suivi sa création jusqu'à son entrée au musée de Lyon, puisqu'il a appartenu à de prestigieuses collections. On sait qu'en 1574, Tintoret a effectivement peint un tableau pour célébrer la rencontre de Henri III avec Veronica Franco mais rien n'indique avec certitude qu'il s'agit bel et bien de ce tableau-ci. Toujours est-il qu'après Venise, la toile se retrouve en France puisqu'elle a été achetée en 1624 à Paris par George Villiers, premier duc de Buckingham. Son successeur la vendit à Anvers en 1649 à l'empereur Ferdinand III de Habsbourg, qui l'acheta par le biais de son frère, l'archiduc Léopold-Guillaume, gouverneur des Pays-Bas espagnols et grand collectionneur. Une fois en la possession de l'empereur, la Danaé fut exposée au château de Prague jusqu'en 1718, date à laquelle elle fut vraisemblablement transférée à la galerie impériale du palais du Belvédère à Vienne. C'est là qu'en 1809, le tableau fut saisi et envoyé en France par les troupes napoléoniennes. En 1811, il fut assigné par l'État au musée des Beaux-Arts de Lyon.
Le musée des Beaux-Arts de Lyon possède une autre peinture du Tintoret, entrée elle aussi dans ses collections grâce à un envoi de l'État, en 1805 : il s'agit de La Vierge et l'Enfant avec sainte Catherine, saint Augustin, saint Marc et saint Jean-Baptiste, peinte vers 1545-1546.